# اوتا گیوایچی
اوتا گیوایچی (به ژاپنی: 太田牛一) (۱۵۲۷–۱۶۱۳)؛ یک سامورایی در دوره سنگوکو و آزوچی-مومویاما و دوره ادو در ژاپن بود. او ۸۴ سال عمر کرد و وقایع‌نویسی او در این دوران در کتاب شینچو کوکی یکی از قابل استنادترین منابع برای تحقیق شمرده می‌شود. یادداشت‌های او بیشتر در مورد وقایع مربوط به اودا نوبوناگا است اما به عنوان متحد نوبوناگا، در مورد توکوگاوا ایه‌یاسو نیز مطلب بسیار دارد. کتاب‌های تاریخی دیگر او تایکوساما کونکی نو ئوچی
『大かうさまくんきのうち』و اوتاایزومی نو کامیکی 『太田和泉守記』 هستند.